# Апотеоз (филм, 1895)
„Апотеоз“ (на немски: Apotheose) е германски късометражен ням филм от 1895 година, заснет от режисьора и продуцент Макс Складановски.

## Сюжет
Филмът показва двамата изобретатели на биоскопа (апарат, проектиращ върху екран бързосменящи се изображения, създавайки илюзия за движение) Макс и Юджин Складановски, стоящи на сцена и покланящи се на зрителите.

## В ролите
- Макс Складановски
- Юджин Складановски

## Реализация
Филмът е представен пред публика в специално организиран, комерсиален киносеанс на 1 ноември 1895 година, заедно с други седем филма, заснети от Складановски. През 1897 година, режисьорът прави продължение на филма, озаглавено Апотеоз 2.